# ۳ ژوئیه
۳ ژوئیه صد و هشتاد و چهارمین (در سال‌های کبیسه صد و هشتاد و پنجمین) روز سال در گاه‌شماری میلادی است. ۱۸۱ روز تا پایان سال باقی‌است.

## رویدادها
- ۱۹۴۴ - جنگ جهانی دوم: قوای ارتش سرخ شوروی مینسک را از تصرف آلمان خارج کردند.[۱]
- ۱۹۸۸ - قانون اساسی پورتوریکو در کنگرهٔ ایالات متحدهٔ آمریکا تصویب شد.
- ۱۹۸۸ - با پایان احداث پل سلطان محمد فاتح، دومین راه ارتباطی بین قاره‌های اروپا و آسیا بر روی تنگه بسفر ایجاد شد.
- ۱۹۸۸ - با ساقط شدن هواپیمای پرواز ۶۵۵ خطوط هوایی ایران ایر توسط ناو آمریکایی یواس‌اس وینسنس، همهٔ ۲۹۰ سرنشین هواپیما (ازجمله ۶۶ کودک زیر ۱۲ سال) کشته شدند.
- ۲۰۱۳ - پس از چهار روز اعتراضات مردمی در سرتاسر کشور، با یک کودتا توسط ارتش، محمد مرسی رئیس‌جمهور مصر از قدرت سرنگون و عدلی منصور، رئیس دادگاه عالی قانون اساسی این کشور رئیس‌جمهور موقت شد.

## زادروزها
- ۱۹۱۷ - دونالد ویل داگلاس جونیور، قایقران اهل ایالات متحده آمریکا (د. ۲۰۰۴)
- ۱۹۶۲ - تام کروز، بازیگر و تهیه‌کننده آمریکایی
- ۱۹۵۲ - لورا برانیگن (به انگلیسی: Laura Ann Branigan) (درگذشته ۲۶ اوت ۲۰۰۴) خواننده، ترانه‌سرا و بازیگر آمریکایی است. وی در سال ۱۹۸۳ نامزد دریافت جایزهٔ گرمی آمریکا شد.